# Pedinorrhina cinctuta
Pedinorrhina cinctuta är en skalbaggsart som beskrevs av Voet 1779. Pedinorrhina cinctuta ingår i släktet Pedinorrhina och familjen Cetoniidae. Utöver nominatformen finns också underarten P. c. kerionis.